# Surse Pierpoint
Surse Pierpoint (Ciudad de Panamá, 16 de septiembre de 1958) es un empresario y líder gremial de Panamá. Es el gerente de la compañía Colón Import & Export desde 1989, miembro de la directiva de la Asociación de Usuarios de la Zona Libre de Colón desde 1988 y presidente de la misma en el periodo 2012-2013. En el año 2014 fue nombrado gerente general de la zona franca Zona Libre de Colón (ZLC), por el gobierno de Juan Carlos Varela, desempeñando el cargo hasta 2017.
Creció en los alrededores de la Ciudad de Colón. Realizó sus estudios superiores en los Estados Unidos, en la UNC-Greensboro en Carolina del Norte obtuvo una doble licenciatura en literatura española y latinoamericana en 1982, luego pasó a completar un MBA en la Escuela de Administración Internacional en Arizona. Desde 1984 trabajó en las bodegas de Colón Import & Export, que opera en la ZLC y donde su padre era accionista minoritario, Pierpoint se convertiría en 1989 en el gerente general de la compañía.
Fue invitado a ser parte del directorio en la Asociación de Usuarios de la Zona Libre de Colón (AU ZLC) en 1988 en medio del clima de inestabilidad política previo a la invasión a Panamá de 1989, un tiempo en que pocos empresarios querían participar en la Asociación que entre otras actividades se dedica a tratar con políticos panameños los problemas de la Zona. En los siguientes años en la directiva, Pierpoint ayudaría a incrementar la relevancia social de la AU, hasta ser su presidente entre 2012 y 2013. Por su experiencia en la ZLC, en 2014 fue nombrado parte de la Comisión para la Adopción de Mejores Prácticas de las  Zonas de Empleo y Desarrollo Económico de Honduras.
En julio de 2014 Pierpoint asumió la gerencia de la Zona Libre de Colón por nombramiento presidencial. Surse Pierpoint afirma que aceptó el cargo con la idea de impulsar un proyecto llamado Colón Puerto Libre que pretende expandir los beneficios de la ZLC a la ciudad de Colón.
Surse Pierpoint también es conocido por ser promotor de las ideas libertarias, a las que adhirió luego de ser militante comunista en el Communist Workers' Party mientras era estudiante universitario. Es fundador y presidente de la Fundación Libertad Panamá que promueve reformas de libre mercado para Panamá y es miembro de la Sociedad Bastiat de Carolina del Sur que educa a ejecutivos de la empresa privada en la ética libertaria.